# رايغان السفلى (مهاجران)
رايغان السفلى (بالفارسية: رایگان سفلی) هي مستوطنة تقع في إيران في Lalejin District. يقدر عدد سكانها بـ 656 نسمة .